# Alcis gavisa
Alcis gavisa là một loài bướm đêm trong họ Geometridae.